# Копальня Белорадо
Копальня Белорадо — виробничий майданчик в Іспанії, який здійснює видобуток сульфату натрію.
Розробку покладів глаубериту в Белорадо організували через компанію Minera de Santa Marta зі складу групи SAMCA (згодом також придбала майданчик з видобутку сульфату натрію в Вільяррубія-де-Сантьяго).
Розробку провадять відкритим способом. Розкривні роботи дозволили дістатись глауберитового шару, на поверхні якого облаштовано ставки для розчинення цієї породи. Далі розсіл подається до цеху випаровування, де отримують товарний продукт.
Копальня почала роботу в 1989 році та первісно мала річну потужність у 120 тисяч тонн сульфату натрію чистотою 99,5 %. Наразі потужність майданчика рахується як 340 тисяч тонн на рік.
Можливо відзначити, що менш ніж за десяток кілометрів від копальні Белорадо працює належна іншій компанії копальня Сересо-де-Ріо-Тірон, що також видобуває сульфат натрію.